# 블랙 독 (영화)
블랙 독(Black Dog)은 미국에서 제작된 케빈 훅스 감독의 1998년 영화이다. 패트릭 스웨이지 등이 주연으로 출연하였고 라파엘라 드 로렌티스 등이 제작에 참여하였다.

## 출연

### 주연
- 패트릭 스웨이지

### 조연
- 랜디 트래비스
- 미트 로프
- 가브리엘 카세우스
- 브라이언 빈센트
- 브렌다 스트롱
- 그레이엄 백켈
- 스티븐 토보로스키

## 제작진
- 제작부: 헤스터 하겟
- 제작부: Susan Solomon
- 미술: 빅토리아 폴
- 의상: 페기 스탬퍼
- 배역: Elisabeth Rudolph